# Rindr
Rindr (norreno: ˈRindz̠), nota anche come Rind o Rinda, è un personaggio della mitologia norrena, indicata di volta in volta come una gigantessa Jotunn, una dea Aesir o una principessa umana.  
Sebbene esistano diverse versioni del suo mito, in tutte rimane incinta di Odino e dà alla luce Váli, destinato a vendicare la morte di Baldr. 

## Mitologia
Nell'Edda in prosa di Snorri Sturluson, Rindr è una Aesir, a cui Odino si unisce per concepire un figlio dopo l'assassino di suo figlio Baldr, come indicatogli dalle Norne quando chiede loro come vendicarlo. Dalla loro unione nasce Váli.  
Nel Gesta Danorum, Libro III, scritto da Saxo Grammaticus all'inizio del XIII secolo, Rindr, qui chiamata Rinda, è una principessa figlia del re dei Ruteni. Le Norne profetizzano a Odino che dalla loro unione nascerà il vendicatore di Baldr. Così Odino si reca alla corte dei Ruteni sotto le spoglie del guerriero Roster e tenta di sedurre Rinda, ma per due volte lei lo rifiuta. Allora Odino, col potere delle rune (o Seiðr) le provoca una violenta malattia e successivamente si ripresenta a corte mascherato da guaritrice, Wecha. Dicendo al re di poter guarire la figlia, lo convince a legarla al letto e a lasciarli soli per poter procedere alla cura. Invece, una volta rimasto solo con lei, Odino riprende le sue vere sembianze e la violenta, mettendola incinta di Váli.  
Lo stupro di Rind è citato anche nel terzo verso della Sigurðardrápa, un componimento poetico di Kormákr Ögmundarson in onore di Sigurðr Hlaðajarl, re di Trondheim della metà del X secolo; e nel sesto verso del poema epico Grógaldr. 
Rindr è anche citata in diversi componimenti scaldici e nella Baldrs draumar, dall'analisi dei quali è stato suggerito che il suo nome originale potesse essere stato Vrindr. 